# Inglourious Basterds
Inglourious Basterds is een Amerikaans-Duitse fictieve oorlogsfilm uit 2009 onder regie van Quentin Tarantino. De film is gebaseerd op de Italiaanse film The Inglorious Bastards (Quel maledetto treno blindato) uit 1978, die als titel voor de internationale uitgave wel de juiste spelling gebruikt (inglourious en basterds zijn geen bestaande Engelse woorden). De film ging op 20 mei 2009 in wereldpremière op het Filmfestival van Cannes.

## Verhaal

### Hoofdstuk 1: Er was eens... in het door Nazi's bezette Frankrijk
In 1941 krijgt melkveehouder Perrier LaPadite onverwachts bezoek van kolonel Hans Landa, SS-Standartenführer, op verdenking van het verbergen van staatsvijanden. Buiten het zicht van zijn dochters – Charlotte, Julie en Suzanne – onderwerpt de Duitse nazi-officier de Franse arbeider aan een vragenvuur, waarin de ondervrager de ondervraagde ontfutselt dat hij de familie Dreyfus onder de houten vloer verborgen houdt. Vader Jakob, moeder Miriam, oom Bob en broertje Amos sterven door de wilde kogelregen veroorzaakt door Landa's handlangers, maar dochter Shosanna weet ongehavend te ontvluchten. "De Jodenjager" neemt het laatste lid van de ondergedoken familie Dreyfus in een later stadium wel onder handen.

### Hoofdstuk 2: Inglourious Basterds
Luitenant Aldo Raine, een Amerikaanse militair, verzamelt zijn "Basterds", Joods-Amerikaanse soldaten, met wie hij onder het mom van wraak de scalpen van honderden nazi's wil vergaren als trofee voor het uitroeien van de nazi-demonie. Onder leiding van Raine, door de Duitsers bijgenaamd "Aldo de Apache", spelen sergeant Donny Donowitz, sergeant Hugo Stiglitz, korporaal Wilhelm Wicki, soldaat Smithson Utivich en soldaat Omar Ulmer – bijgestaan door soldaten Gerold Hirschberg, Andy Kagan, Michael Zimmerman en Simon Sakowitz – een onuitwisbare rol in de strijd tegen de nazi's. De Basterds knuppelen sergeant Werner Rachtman dood als hij weigert iets los te laten over de verblijfplaats van de vijand. Soldaat Butz kan Adolf Hitler wel het gebeuren navertellen, maar niet zonder ingekerfde swastika in zijn voorhoofd als markering.

### Hoofdstuk 3: Een Duitse avond in Parijs
In het Parijs van 1944 runt de volwassen Shosanna Dreyfus, verloofd met haar zwarte operator Marcel, onder de valse naam Emmanuelle Mimieux de bioscoop Le Gamaar. Bij het wijzigen van de filmaankondiging wendt soldaat Fredrick Zoller zich tot de blondine, maar het lukt de Duitse soldaat niet in de smaak te komen bij de eigenares van het theater. Shosanna ergert zich aan het opdringerige gedrag van de sluipschutter wiens heldendaden worden gevierd tijdens de première van de nazistische propagandafilm Stolz der Nation. Zoller haalt minister van Propaganda Joseph Goebbels over de première van de film in Le Gamaar te houden, maar nog steeds mislukt zijn geflirt. Shosanna en Marcel beramen het ingenieuze plan om de bioscoop met behulp van nitraatfilm tijdens de première volledig af te branden.

### Hoofdstuk 4: Operatie Kino
De Britse luitenant Archie Hicox bespreekt met zijn meerderen – generaal Ed Fenech en staatsman Winston Churchill – de tactiek voor het bijwonen van de première. Naast Joseph Goebbels zullen Adolf Hitler, Hermann Göring (Hitlers bevelhebber van de Duitse luchtmacht), Martin Bormann (Hitlers secretaris), de meeste leden van het opperbevel, hoge officieren van de SS (het wordt niet duidelijk gemaakt in de film of Heinrich Himmler hierbij zit) en de Gestapo en hoge functionarissen uit de nazipropaganda bij de première van de nazifilm aanwezig zijn.
In het dorpje Nadine vermaakt de Duitse actrice Bridget von Hammersmark, dubbelspionne voor de Britten, zich met sergeant Wilhelm – "Pola Negri" – en vier andere Duitse soldaten - "Beethoven", "Winnetou", "Edgar Wallace" en "Mata Hari" – met een spelletje 'mensen raden' in de taverne La Louisiane, waar eigenaar Eric en serveerster Mathilda hun gasten van alle gemakken voorzien. Bij binnenkomst van Hugo Stiglitz en Wilhelm Wicki wendt Bridget zich tot de Basterds voor het bespreken van de strategie om tijdens de première het einde van de Tweede Wereldoorlog in te luiden. Gestapo-majoor Dieter Hellstrom mengt zich in het overleg, wanneer hij opmerkt dat een van de Duitse officieren met een vreemd Duits accent spreekt. Hicox verklaart dat door te zeggen dat hij uit landelijk gebied afkomstig is. Aanvankelijk lijkt Hellstrom dit te geloven, maar wanneer Hicox drie schnaps bestelt en daarbij een teken maakt met zijn wijsvinger, middelvinger en ringvinger verraadt hij zich tegenover Hellstrom, aangezien Duitsers dit gebaar anders maken. Bijgevolg ontmaskert Hellstrom het verdachte gezelschap en veroorzaakt een shoot-out waarin bijna iedereen het loodje legt. Sergeant Wilhelm denkt na een deal met Raine ongeschonden het strijdperk te kunnen verlaten, maar wordt door Von Hammersmark doodgeschoten.
Aldo Raine voegt zich met zijn Basterds bij de blondine om het draaiboek voor de avond te bespreken. Raine besluit dat hij nieuwe bijwoners voor de première nodig heeft en wil, wanneer hij te horen krijgt dat ook Hitler bij de première aanwezig zal zijn, zelf ook de première bijwonen. Met hem worden Donowitz en Omar uitverkoren. Ze zullen vermomd als Italiaanse filmcrew, met superieure dynamiet om hun enkels, naar de film kijken. Von Hammersmark heeft door de schietpartij een schotwond in haar been. Als smoes hiervoor bedenkt ze een bergbeklimverhaal.
Hans Landa speurt rond in de taverne La Louisiane en merkt aan Von Hammersmarks verloren schoen dat er iemand ontbreekt. Ook ziet hij een servet liggen waar duidelijk haar naam op staat.

### Hoofdstuk 5: De wraak van het reuzengezicht
De première begint. Raine, Donowitz, Omar en Von Hammersmark praten met kolonel Hans Landa die zij al eens eerder heeft ontmoet, maar het bergbeklimverhaal krijgt voor de Duitse actrice een bijzonder nare nasmaak. Landa laat Donowitz en Omar bij de bioscoopzaal naar binnen gaan, maar dwingt Bridget naar een afgesloten ruimte om haar dringende vragen te stellen over de gehakte schoen die hij in La Louisiane heeft gevonden. Na enige discussie moet de actrice haar verzet bekopen met een dodelijke wurging. Raine wordt gearresteerd en bij de ook gearresteerde Utivich in een truck gezet. In Landa's hoofdkantoor beveelt Landa Raine diens bevelhebber aan de andere kant van zijn radio te krijgen, zodat hij na een onderhandeling met hem bereid kan zijn de aanslag niet te verhinderen in ruil voor immuniteit na de oorlog.
Marcel doet bijna alle deuren van de bioscoopzaal op slot (behalve de beveiligde deur van het balkon waar Hitler zich bevindt) en gaat achter het doek staan. In de draaikamer krijgt Shosanna ongepland bezoek van Zoller, waarbij de Duitse soldaat zijn vrijpostigheid betaalt met een dodelijk verwondend schot, maar vervolgens een aantal kogels op haar afvuurt zodat ze beiden sterven.
Donowitz en Omar gaan tijdens de film de zaal weer uit. Ze halen handige accessoires van het toilet waarmee ze de beveiliging van Hitlers balkondeur uitschakelen. Shosanna heeft een eigen stukje film aan de film toegevoegd waarin ze vertelt dat iedereen in de zaal eraan gaat. Dit wordt nu afgespeeld en Marcel wordt het teken gegeven de nitraatfilms aan te steken met een sigaret. De zaal vliegt in brand. Hitler en Goebbels willen vluchten maar worden door Donowitz en Omar doodgeschoten. Ten slotte ontploffen de bommen om hun enkels waarbij iedereen in de bioscoop sterft.
Vóórdat Landa en zijn helper aan de Geallieerden worden overgeleverd, wordt zijn helper doodgeschoten en gescalpeerd. Landa krijgt door Raine een hakenkruis in zijn voorhoofd gesneden.

## Achtergrond

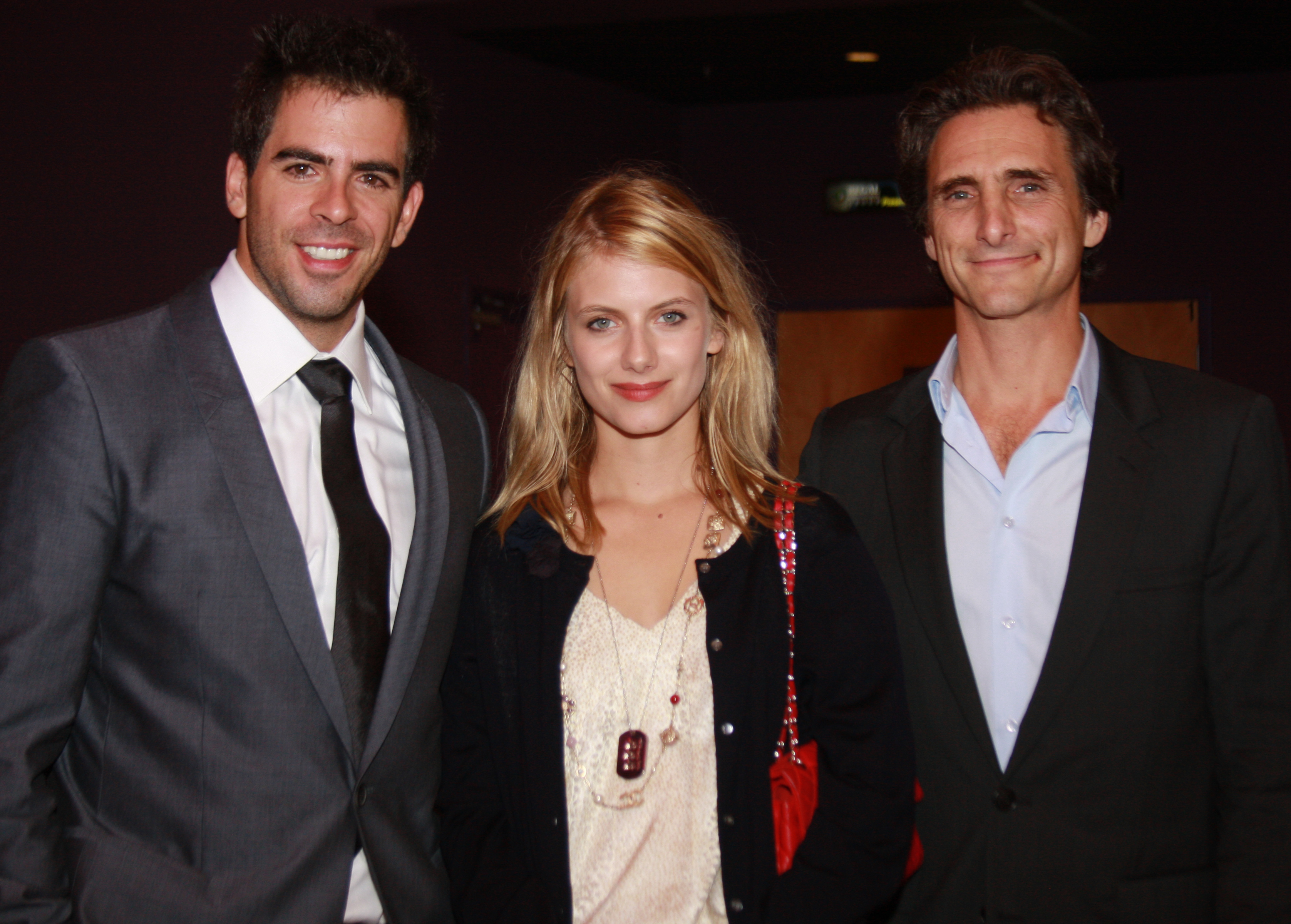
V.l.n.r.: Eli Roth (Donny Donowitz), Mélanie Laurent (Shosanna Dreyfus) en Lawrence Bender (producent)

Tarantino wilde per se Duitse acteurs voor de Duitse rollen, Britse acteurs voor de Britse rollen en Franse acteurs voor de Franse rollen casten. De acteur voor het personage Hans Landa diende vloeiend Duits, Frans, Engels en Italiaans te spreken, waardoor het tot enkele dagen voor aanvang van de opnamen duurde voordat de geschikte acteur, de Oostenrijker Christoph Waltz, werd gevonden.
Tarantino had nog nooit eerder een wurgscène in close-up gefilmd omdat dit er volgens hem altijd nep uitzag in films. Om de scène waarin Diane Kruger in close-up wordt gewurgd geloofwaardig te maken koos hij er daarom voor om haar eigenhandig, onder begeleiding van een stuntman, korte tijd echt te wurgen.

## Ontvangst
De film werd in de Verenigde Staten en wereldwijd heel goed ontvangen door critici. Rotten Tomatoes gaf de film 88%, en Metacritic gaf de film een positieve 69 op 100.

## Rolverdeling
| Acteur                  | Rol                                   | Alias/Opmerkingen                |
| ----------------------- | ------------------------------------- | -------------------------------- |
| Brad Pitt               | Luitenant Aldo Raine                  | de Apache                        |
| Christoph Waltz         | Standartenführer Hans Landa           | de Jodenjager                    |
| Mélanie Laurent         | Shosanna Dreyfus / Emmanuelle Mimieux |                                  |
| Eli Roth                | Sergeant Donny Donowitz               | de Berenjood                     |
| Michael Fassbender      | Luitenant Archie Hicox                |                                  |
| Diane Kruger            | Bridget von Hammersmark               |                                  |
| Daniel Brühl            | Gefreiter Fredrick Zoller             | gebaseerd op Matthäus Hetzenauer |
| Til Schweiger           | Sergeant Hugo Stiglitz                |                                  |
| Gedeon Burkhard         | Wilhelm Wicki                         |                                  |
| Jacky Ido               | Marcel                                |                                  |
| B.J. Novak              | Smithson Utivich                      | de Kleine                        |
| Omar Doom               | Omar Ulmer                            |                                  |
| Samm Levine             | Gerald Hirschberg                     |                                  |
| August Diehl            | Sturmbannführer Dieter Hellstrom      |                                  |
| Denis Ménochet          | Perrier LaPadite                      |                                  |
| Sylvester Groth         | Joseph Goebbels                       | Minister van Propaganda          |
| Martin Wuttke           | Adolf Hitler                          |                                  |
| Mike Myers              | Generaal Ed Fenech                    |                                  |
| Julie Dreyfus           | Francesca Mondino                     |                                  |
| Richard Sammel          | Sergeant Werner Rachtman              |                                  |
| Alexander Fehling       | Sergeant Wilhelm                      | "Pola Negri"                     |
| Rod Taylor              | Winston Churchill                     |                                  |
| Sönke Möhring           | soldaat Butz / Walter Frazer          |                                  |
| Paul Rust               | Andy Kagan                            |                                  |
| Michael Bacall          | Michael Zimmerman                     |                                  |
| Carlos Fidle            | Simon Sakowitz                        |                                  |
| Ken Duken               | soldaat                               | "Mata Hari"                      |
| Arndt Schwering-Sohnrey | soldaat                               | "Winnetou"                       |
| Petra Hartung           | vrouwelijke soldaat                   | "Beethoven"                      |
| Volker Michalowski      | soldaat                               | "Edgar Wallace"                  |
| Christian Berkel        | Eric, eigenaar taverne                |                                  |
| Anne-Sophie Franck      | Mathilda, serveerster taverne         |                                  |
| Léa Seydoux             | Charlotte LaPadite                    |                                  |
| Tina Rodriguez          | Julie LaPadite                        |                                  |
| Lena Friedrich          | Suzanne LaPadite                      |                                  |
| Jana Pallaske           | Babette                               |                                  |
| Rainer Bock             | generaal Schonherr                    |                                  |
| Michael Scheel          | generaal Frank                        |                                  |
| Wolfgang Lindner        | Herrman #1                            |                                  |
| Michael Kranz           | Herrman #3                            |                                  |
| Buddy Joe Hooker        | Gaspar                                |                                  |
| Christian Brückner      | Kliest                                |                                  |
| Hilmar Eichhorn         | Emil Jannings                         |                                  |
| Patrick Elias           | Jakob Dreyfus                         |                                  |
| Eva Löbau               | Miriam Dreyfus                        |                                  |
| Salvadore Brandt        | Bob Dreyfus                           |                                  |
| Jasper Linnewedel       | Amos Dreyfus                          |                                  |
| Bo Svenson              | Amerikaanse kolonel in Nation's Pride |                                  |
| Enzo G. Castellari      | Nazi-generaal                         |                                  |
| Samuel L. Jackson       | verteller (stem)                      | onvermeld                        |
| Harvey Keitel           | OSS-commandant (stem)                 | onvermeld                        |

Zie ook: Lijst van personages uit Inglourious Basterds

## Filmmuziek
- 1. Nick Perito - The Green Leaves Of Summer
- 2. Ennio Morricone - The Verdict (Dopo La Condanna)
- 3. Charles Bernstein - White Lightning
- 4. Billy Preston - Slaughter
- 5. Ennio Morricone - The Surrender (La Resa)
- 6. The Film Studio Orchestra - One Silver Dollar (Un Dollaro Bucato)
- 7. Zarah Leander - Davon Geht Die Welt Nicht Unter
- 8. Samantha Shelton & Michael Andrew - The Man With The Big Sombrero
- 9. Lilian Harvey & Willy Fritsch - Ich Wollt', Ich Wär Ein Huhn
- 10. Jacques Loussier - Main Theme from "Dark Of The Sun"
- 11. David Bowie - Cat People (Putting Out Fire)
- 12. Lalo Schifrin - Tiger Tank
- 13. Ennio Morricone - Un Amico
- 14. Ennio Morricone - Rabbia E Tarantella